# یواس‌اس وینوسکی (ای‌او-۳۸)
یواس‌اس وینوسکی (ای‌او-۳۸) (به انگلیسی: USS Winooski (AO-38)) یک کشتی است که طول آن ۵۰۱ فوت ۸ اینچ (۱۵۲٫۹۱ متر) می‌باشد. این کشتی در سال ۱۹۴۱ ساخته شد.